# Mirosław Pierończyk
Mirosław Pierończyk (ur. 12 stycznia 1966) – polski tenisista stołowy, wielokrotny medalista mistrzostw Polski, wicemistrz Europy juniorów w grze podwójnej (1983).

## Kariera sportowa
Jest wychowankiem Wawelu Wirek, następnie występował w zespole AZS Politechnika Śląska Gliwice. Z gliwickim klubem zdobył pięciokrotnie z rzędu drużynowe mistrzostwo Polski (1987-1991) i pięciokrotnie z rzędu drużynowe wicemistrzostwo Polski (1982-1986). Na indywidualnych mistrzostwach Polski wywalczył złoty medal w grze deblowej w 1987 (z Norbertem Mnichem), trzy srebrne medale w grze deblowej (1983, 1986, 1991), brązowy medal w grze deblowej (1990), dwa brązowe medale w grze mieszanej (1984, 1990). Od 1992 występował w Niemczech, następnie reprezentował barwy Górnika (Silesii Mechowice) (do 2011).
Dwukrotnie zdobywał brązowy medal mistrzostw Europy kadetów w grze podwójnej (1980, 1982), a w 1983 został wicemistrzem Europy juniorów w grze podwójnej (we wszystkich startach z Dariuszem Kabacińskim). Reprezentował Polskę na mistrzostwach świata seniorów w 1983 i 1987.